# George Tyrrell
George Tyrrell (ur. w 1861, zm. w 1909) – teolog irlandzki, w 1879 roku dokonał konwersji z anglikanizmu na katolicyzm. Zwolennik modernizmu katolickiego. Ekskomunikowany przez papieża Piusa X w 1908 roku.